# ویتن‌اشتاین
ویتن‌اشتاین (انگلیسی: Wittenstein) شرکت الکترونیک آلمانی است، که در سال ۱۹۴۹ تأسیس شد.